# 高嶋宏行
高嶋 宏行（たかしま ひろゆき、1975年7月28日 -）は、東京都出身の俳優。和エンタテインメント所属。血液型O型
2006年、マイ☆ボス マイ☆ヒーロー  テツ（関東鋭牙会舎弟） 役でデビュー。
2010年から2012年までは高嶋寛（たかしま かん）の芸名で活動。
慶應義塾志木高等学校、慶應義塾大学法学部政治学科卒。
特技は英会話、趣味は野球、スノーボード。身長は175cm。

## 出演歴

### テレビ
フジテレビ系
- 翼の折れた天使たち「時」
- 愛の迷宮
- 屋台弁護士3（2009年） - 蓮見弁護士

日本テレビ系
- マイ☆ボス マイ☆ヒーロー  テツ（関東鋭牙会舎弟） 役

テレビ朝日　
- 土曜ワイド劇場 火災調査官・紅蓮次郎7
全焼のアパートから赤ん坊が消えた!溶けたメロンの謎と4分の1の殺人トリック!

TBS系
- 華麗なる一族
- 大好き!五つ子2008、完結編　原田 役
- となりの芝生

テレビ東京
- 牙狼〈GARO〉-GOLDSTORM- 翔  檜葉セイジ 役

### 映画
- 俺は、君のためにこそ死ににいく
- イリウ ILIW(Nostalgia) - 2009年フィリピンのインディーズ映画(Bona Fajardo監督)作品で、第二次大戦時にルソン島北部・世界遺産ビガンの街を焼討・爆撃から救った高橋大尉の実話が基になっている

### 雑誌
- Pretty Style 2006年11月1日号

### 舞台
- 哀と愛と藍と